# Isis (réacteur)
Pour les articles homonymes, voir Isis (homonymie).
Le réacteur nucléaire Isis était la maquette neutronique du réacteur Osiris,,, situé avec celui-ci au centre CEA de Saclay. Ces deux réacteurs ont été autorisés par décret le 8 juin 1965 et composent l’installation nucléaire de base (INB) 40. Il a été définitivement mis à l'arrêt en mars 2019, quatre ans après la mise à l'arrêt d'Osiris.
Il était utilisé pour effectuer les essais des nouvelles configurations de cœur.